# Дворець (Слободський район)
Дворе́ць (рос. Дворец) — присілок у складі Слободського району Кіровської області, Росія. Входить до складу Озерницького сільського поселення.
Населення становить 16 осіб (2010, 25 у 2002).
Національний склад станом на 2002 рік — росіяни 100 %.